# 普斯卡什·费伦茨
普斯卡什·费伦茨（匈牙利語：Puskás Ferenc，1927年4月1日—2006年11月17日），匈牙利職業足球員和領隊。是世界球壇中的傳奇巨星之一。他司職前鋒，一生的球會生涯上陣過523場入509球，另外又代表匈牙利國家隊出戰85場攻入84球。他憑藉接近每場一球的驚人入球量，以及曾經摘下的球會和國家隊榮耀使他享有「匈牙利球王」的稱號，亦是公認的二十世紀最佳射手。

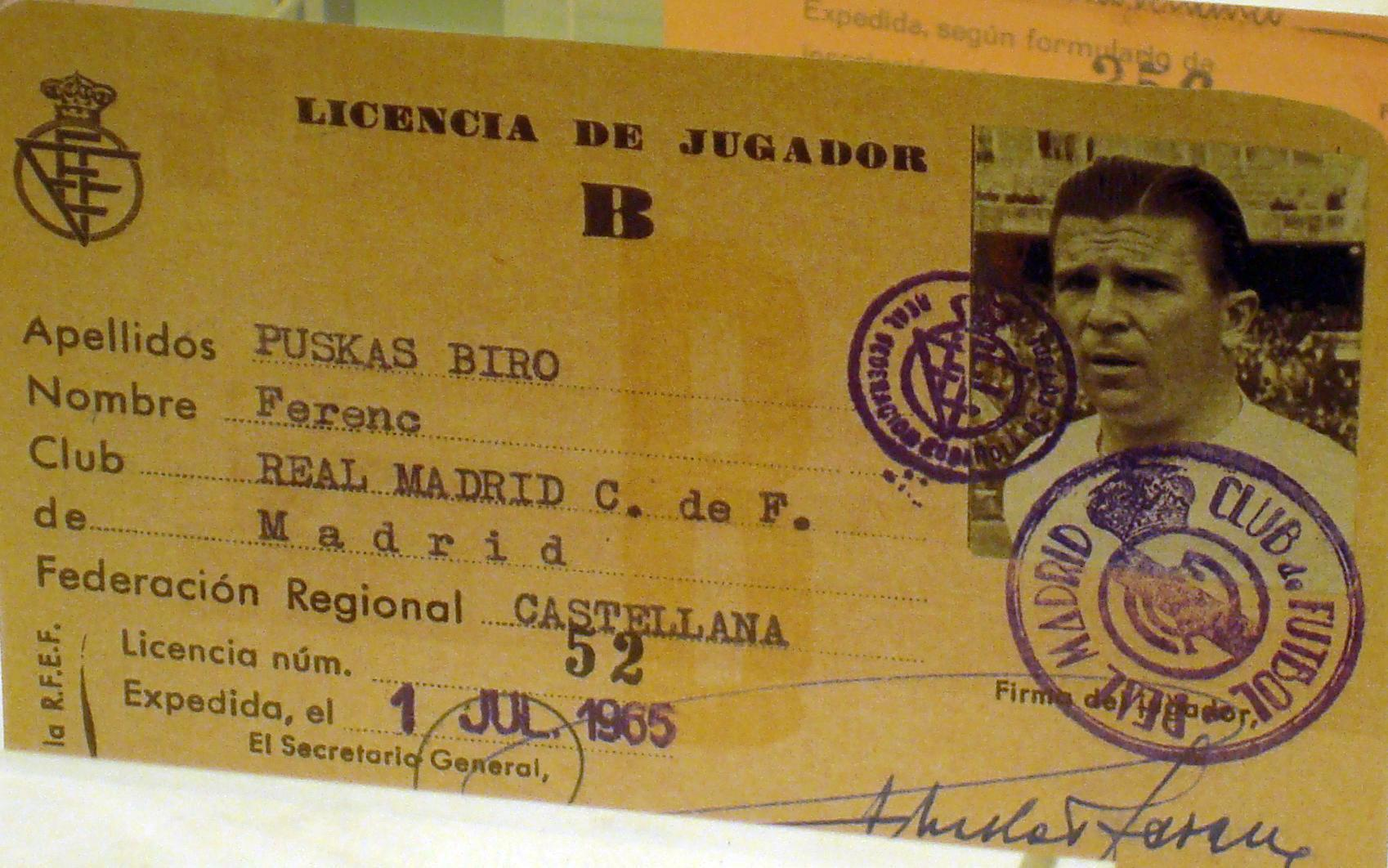
普斯卡斯的球員證件

## 生平
普斯卡什出生于布达佩斯，少年时效力于其父执教的基斯柏斯（Kispest）布達佩斯捍衛者足球俱樂部。二战刚刚结束，他便于1945年8月20日首次代表匈牙利国家队出场，在5-2击败奥地利国家足球队的比赛中入球。1949年，基斯柏斯被匈牙利国防部收編成为军队球队，並更名汉维特（Honvéd）。
普斯卡什同其队友组成了战无不胜的匈牙利国家队，连续32场国際赛保持不败，其中包括1953年在温布利球场6-3击败英格蘭；次年又再以7-1大勝英格蘭。
1954年世界杯，普斯卡什在两场小组赛中攻入三球，但由于受伤错过了两场比赛，其中包括伯尔尼血战（匈牙利击败巴西的半决赛）。在决赛中，普斯卡什带伤上阵，他的入球使得匈牙利队以2-0领先西德，但是西德接下来连扳三球。在最后时刻，普斯卡什又攻入一球，但被判越位在先。最终，匈牙利队输掉了最重要的一场比赛，其32场不败纪录就此终结。
1956年，汉维特首次参加欧洲冠军杯，在客场以2-3负于西班牙毕尔巴鄂竞技。就在此时，匈牙利事件爆发，为抗议苏联对匈牙利的干涉，汉维特和全体球员拒绝回国参加主场比赛，而改于比利时布鲁塞尔海塞尔球场迎战毕尔巴鄂。最终双方3-3战平，汉维特以5-6总比分被淘汰。此后，球员们不顾匈牙利政府和国际足联的反对，携带家属展开世界巡游，先后到访葡萄牙、西班牙、意大利和巴西。当他们回到欧洲后，一部分球员选择返回匈牙利，但普斯卡什等人拒绝回国。
欧足联对不愿意回国的球员施以禁赛两年的惩罚。禁赛期满后，包括尤文图斯、AC米兰等著名俱乐部都希望签下普斯卡什，但他最后选择了皇家马德里。自1958年开始，他代表皇马在联赛中出场180次，进球156个，带领皇马连续5年夺得西班牙足球甲级联赛冠军，并四度加冕最佳射手。1960年，他在冠军杯决赛中独中四元，加上迪史提芬奴的三粒入球，皇马以7-3大胜德国法兰克福，这场比赛被认为是冠军杯历史上最精彩的决赛，普斯卡什也是有史以来唯一一个能在冠军杯决赛中打入4球的球员。
1962年，普斯卡什代表西班牙国家足球队参加了世界杯，但是颗粒无收。1967年，普斯卡什退役。其后他辗转执教于多支球队。他教練生涯的高光時刻是1971年，當時他帶領帕納辛納科斯打入歐洲杯決賽，最後以0－2敗給阿積士。
2000年，普斯卡什被诊断出患有阿茲海默症，2006年在布达佩斯去世。

## 榮譽

### 俱乐部

#### 漢維特
- 冠軍：1949/50、1950、1952、1954、1955

#### 皇家馬德里
- 西甲聯賽 冠軍：1960/61、1961/62、1962/63、1963/64、1964/65
- 國王盃 冠軍：1961/62
- 歐冠盃 冠軍：1958、1959、1960
- 豐田盃 冠軍：1960

### 國家隊

#### 匈牙利
- 巴爾幹盃 (Balkan Cup) 冠軍：1947
- 中歐國際盃 (Central European Champions) 冠軍：1953
- 奥运会 金牌：1952 (赫爾辛基)
- 世界盃 亞軍：1954

### 個人
- 西甲聯賽 金靴獎 ：1959/60, 1960/61, 1962/63, 1963/64
- 歐冠盃 神射手 ：1960/61, 1961/62, 1963/64
- FIFA 100 在世的最偉大的125名球員名單
- 世界盃 最佳球員 ：1954